# Borrachinha
Borrachinha(15 de outubro de 1949) é um ex-futebolista brasileiro que atuava como goleiro; notório por acabar com a série invicta do Flamengo de 52 partidas em 1979.

## Biografia
À época do episódio que o lançou à fama, Borrachinha era o segundo goleiro do Botafogo, mas o goleiro titular havia se machucado na semana do jogo e coube ao Borrachinha parar o time que era a base da equipe campeã mundial dois anos depois.

## Links
- Botafogo: Com Borrachinha heroico em 1979, Botafogo bate Fla e mantém recorde histórico
- Museu da Pelada: Borrachinha